# エグシ

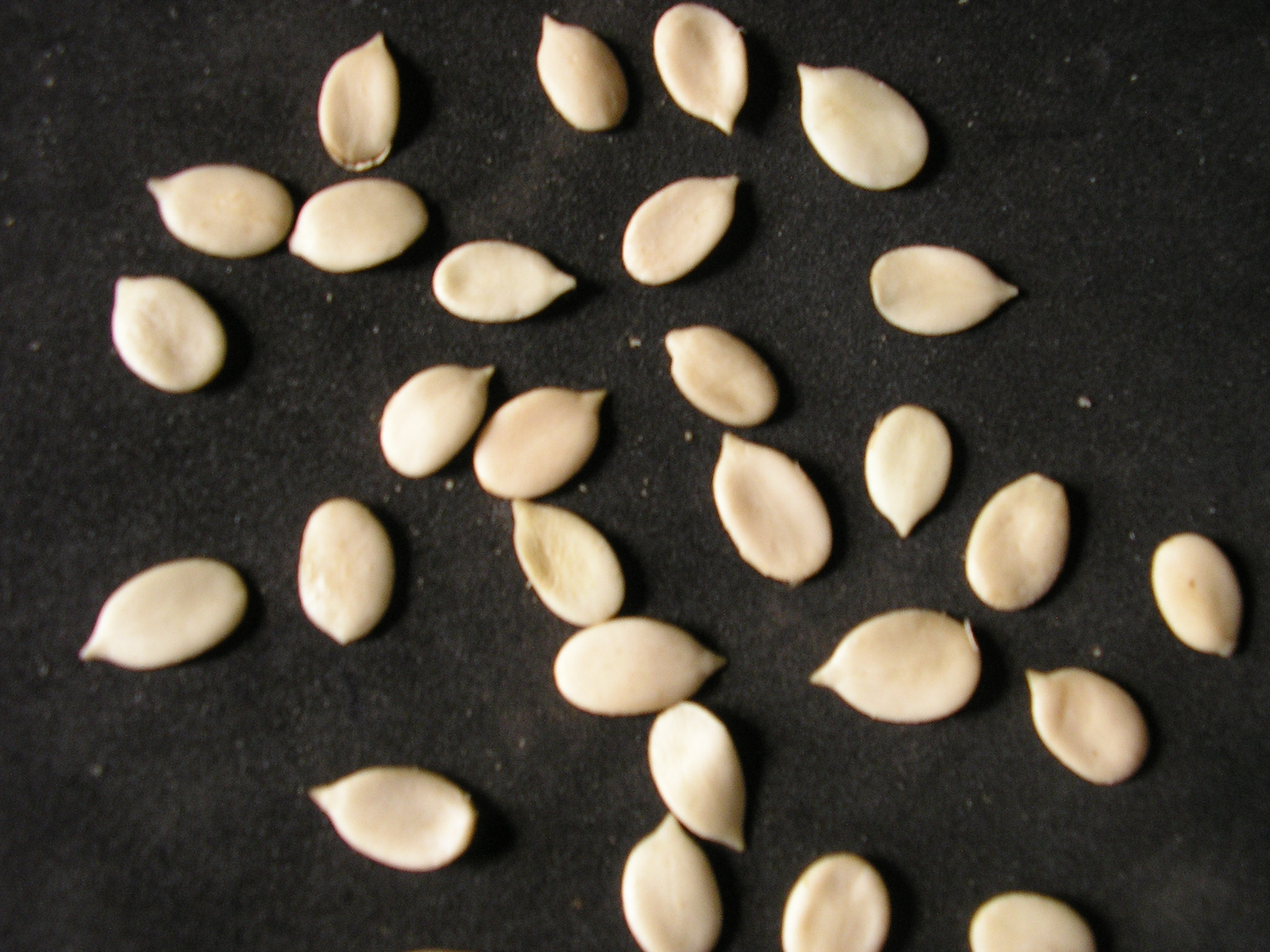
殻を除いたエグシ

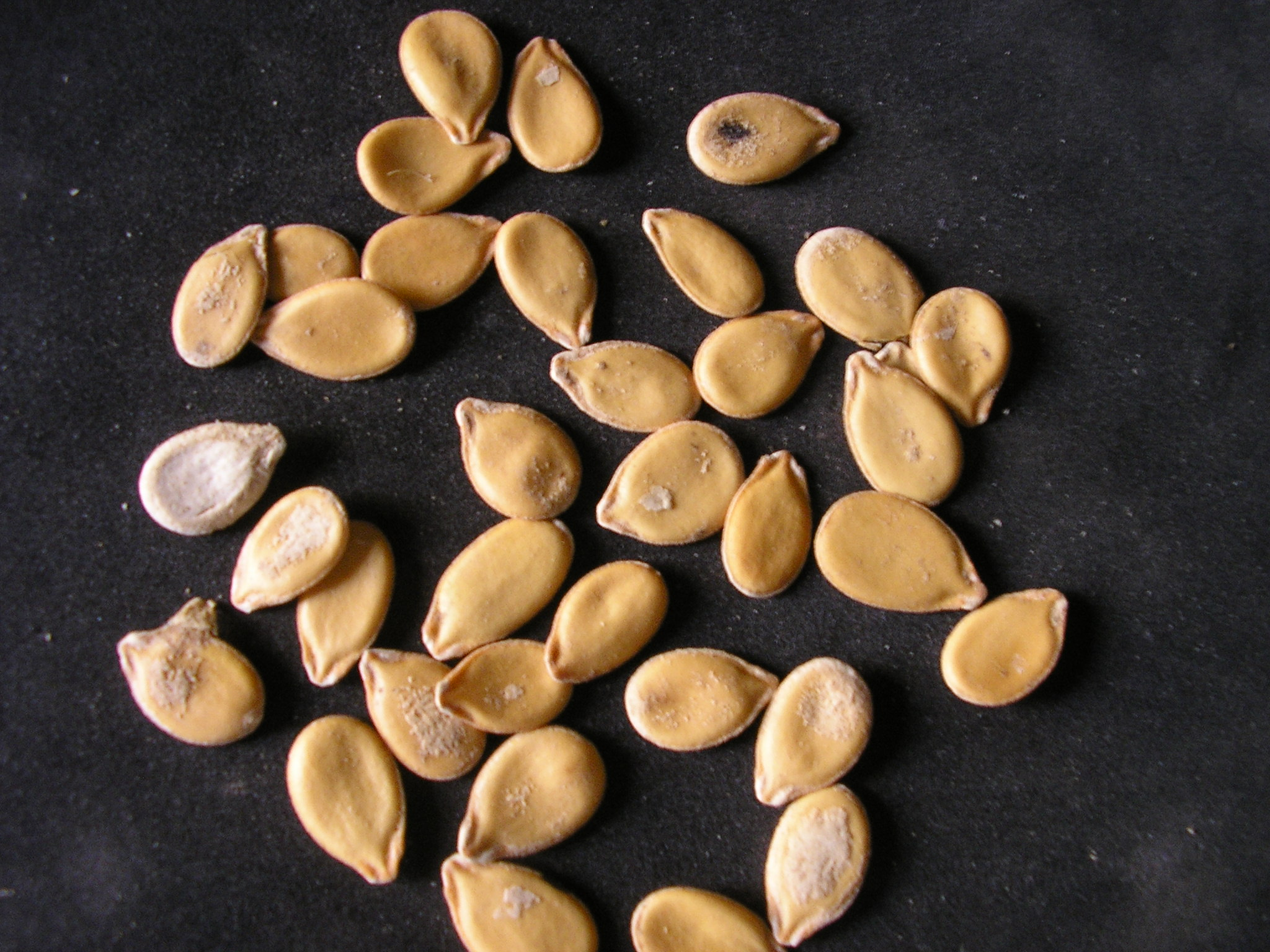
殻の付いたエグシ

エグシ(Egusi)は、カボチャ、メロン、ヒョウタン等のウリ科の特定の植物の種子である。タンパク質に富んでいる。乾燥させ挽いた後、西アフリカ料理の材料として用いられる。
メロン種子は白くて大きい。茶色のものもあるが、エグシは白いものが多い。
コロシントウリや、種子の特に大きなスイカの特定の品種、またウリ科植物一般の種子をこの言葉で呼ぶことが適切かどうかについては、意見が分かれている。「エグシ」という言葉はこれらの種子そのものを指すほか、これから作る西アフリカ料理のスープを指すこともある。
これらの種子の特徴や利用法はよく似ている。エグシが栽培される主な地域には、ナイジェリア、ブルキナファソ、トーゴ、ガーナ、コートジボワール、マリ、カメルーン等がある。
エグシが取れる種には、 Cucumeropsis manniiやスイカがある。

## 利用
エグシスープは、この種子でとろみをつけたスープである。西アフリカで人気があり、地域により様々なバージョンがある。種子、水、油の他に、葉菜類、パーム油、他の野菜、シーズニング、肉等を用いる。葉菜類としては、ビターリーフ、フルトカボチャ、ケイトウ、ホウレンソウ等、野菜としてはトマトやオクラを用いる。シーズニングには、チリペッパー、タマネギ、ヒロハフサマメノキ、肉としては牛肉、ヤギ肉、魚、エビ、ナマズを用いる。
ナイジェリアでは、東部、南部、西部の人々の間で一般的である。
ガーナでは、akataoやagushiとも呼ばれ、スープやシチューに用いる。
1980年代後半、カナダ政府は、エグシの種子を殻から出すのを助ける機械をカメルーンで開発することを目的としたプロジェクトに資金を提供した。また、ナイジェリアでもエグシの殻を剥く機械が開発された。

### 栄養価
エグシは、タンパク質と炭水化物に富む。また、脂肪酸含量の多い油を抽出することができる。
また、珍しいものの、エグシに対するアレルギーも報告されている。

## ギャラリー

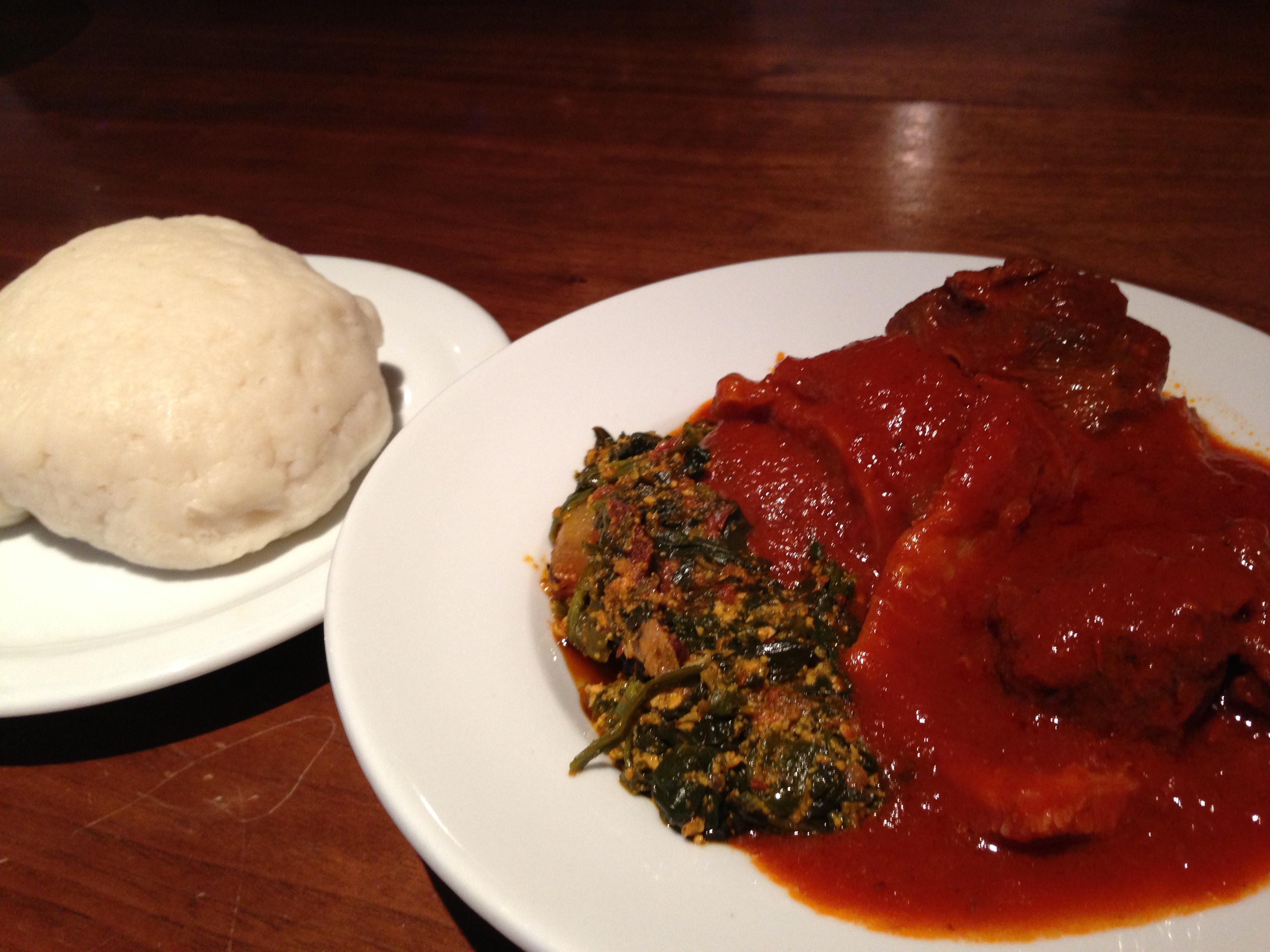
ヤムと、エグシのスープ
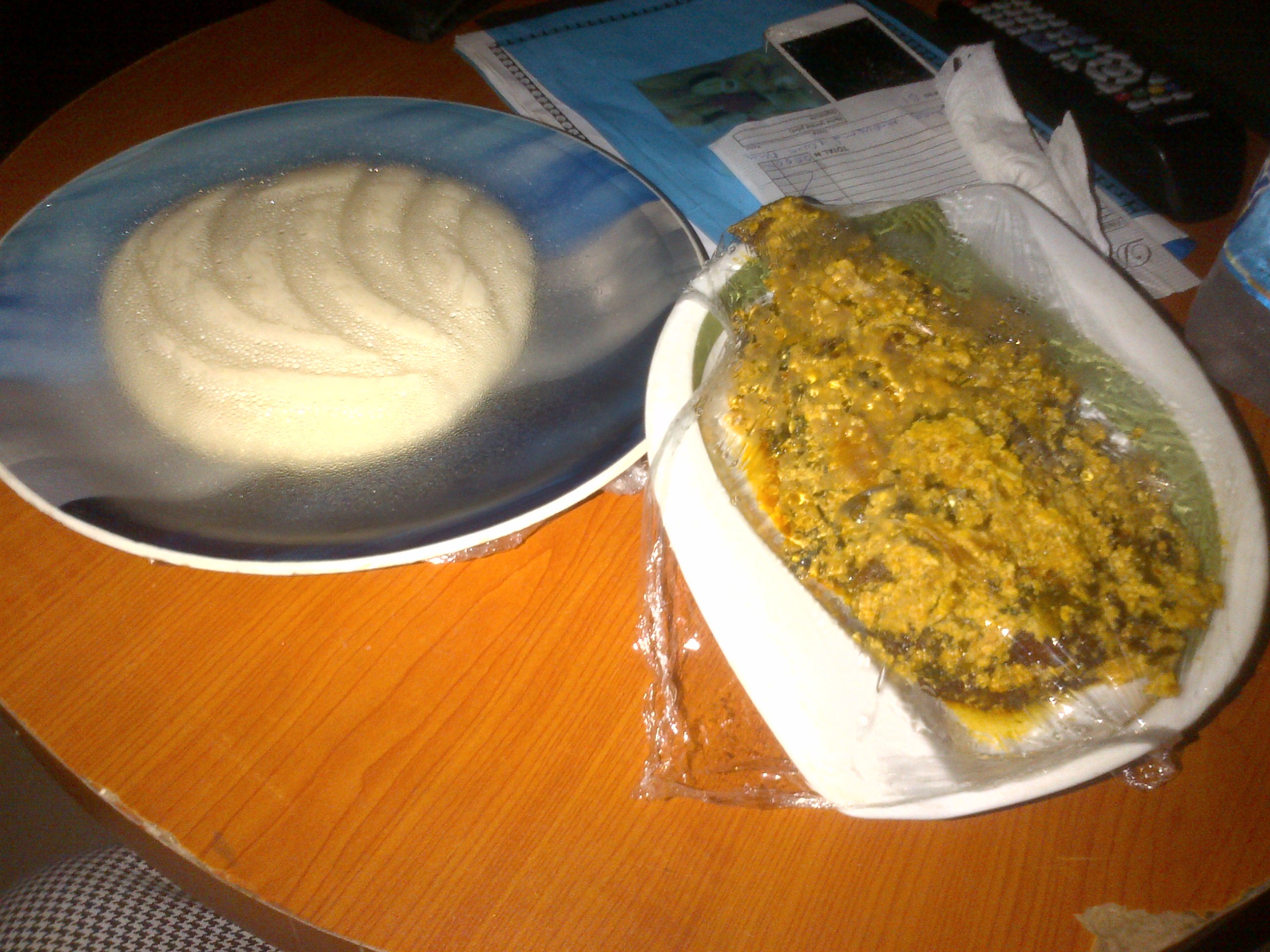
ヤムと、魚とエグシのスープ
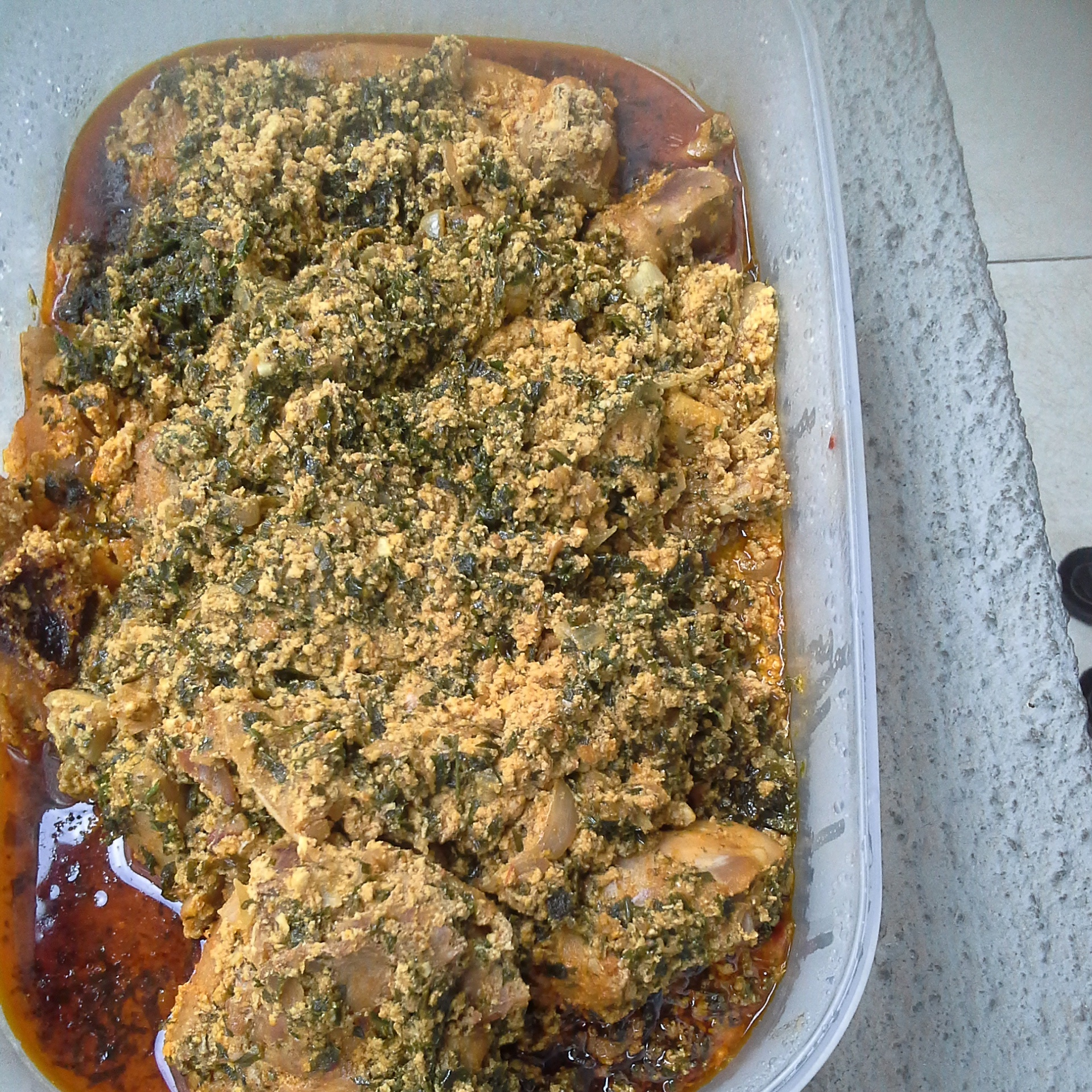
エグシとビターリーフのスープ
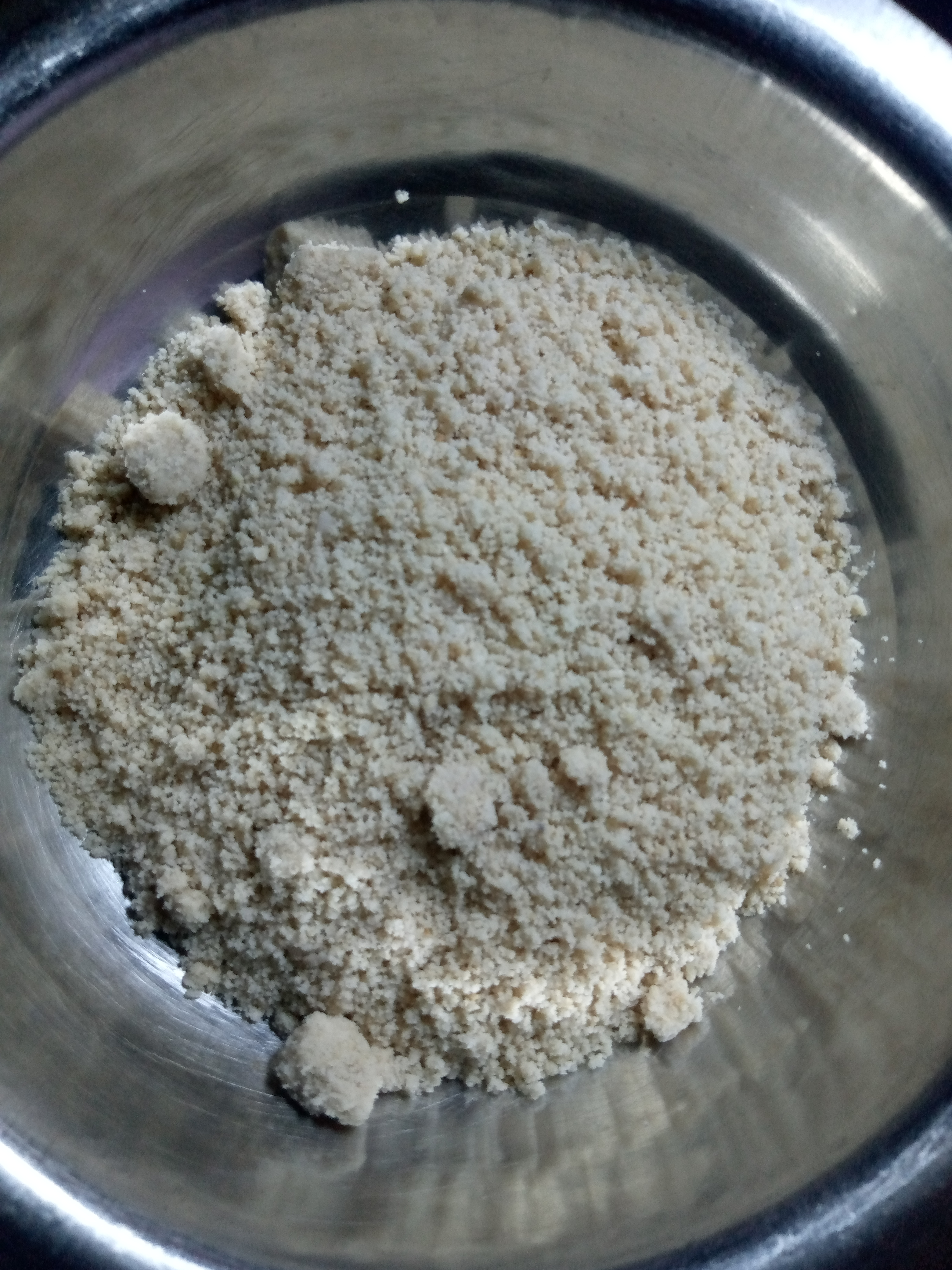
エグシの粉と粉末レモン
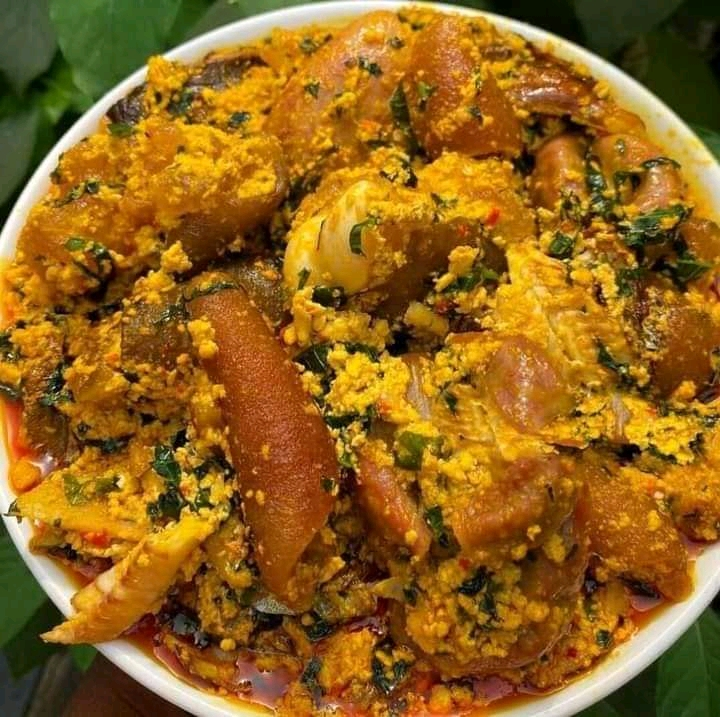
牛肉とエグシのスープ
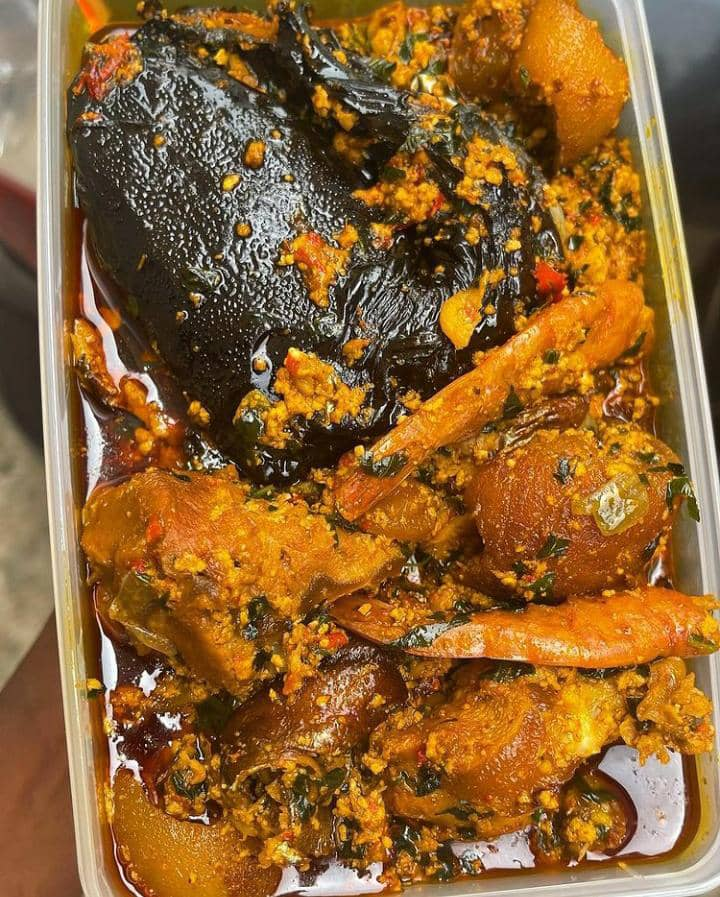
野菜と乾燥ナマズ、エビ、牛肉、ローストした牛皮とエグシのスープ